# Station Val de Fontenay
Val de Fontenay is een station aan lijn A & lijn E van het RER-netwerk gelegen in de Franse gemeente Fontenay-sous-Bois in het departement Val-de-Marne.

## Vorige en volgende stations
| Richting                   | Vorig station              | Lijn  | Volgend station                         | Richting                                |
| -------------------------- | -------------------------- | ----- | --------------------------------------- | --------------------------------------- |
| Cergy-le-Haut A3 Poissy A5 | Vincennes                  | RER A | Neuilly-Plaisance                       | Marne-la-Vallée - Chessy A4             |
| Haussmann Saint-Lazare     | Rosny-sous-Bois            | RER E | Nogent le Perreux                       | Villiers-sur-Marne - Le Plessis-Trévise |
| Haussmann Saint-Lazare     | Noisy-le-Sec of Rosa Parks | RER E | Villiers-sur-Marne - Le Plessis-Trévise | Tournan                                 |